# Kaupo Palmar
Kaupo Palmar, född 24 oktober 1975 i Rakvere, är en estländsk tidigare handbollsspelare (högernia). Hans son, Kasper, är också en handbollsspelare.

## Karriär
Palmar började med handbollsträning 1985 i Valga. Palmar blev estnisk mästare med HC Kehra 1996.
Palmar inledde sin professionella karriär i IFK Ystad där han spelade i sju år innan han tog steget till tyska ligan och Flensburg Handewitt.  2005 blev han cupvinnare SG Flensburg-Handewitt i Tyskland. Det tyska äventyret blev bara en säsong och han spelade sedan tre år i Skjern i Danmark. Största framgången med Skjern var 2008  då klubben nådde semifinal EHF-cupen. 2008 återvände han till Ystad men nu var det Ystad IF som tog hans tjänster i anspråk. Sista säsongen spelade han för AG i Danmark.
Palmar representerade Estlands landslag i handboll.

## Individuella utmärkelser
- Utsedd till Estlands bästa handbollsspelare 2003 och 2005.